# Transa
《Transa》는 1972년 필립스 레코드가 발매한 브라질의 음악가 카에타누 벨로주의 여섯 번째 스튜디오 음반이다. 이전 작품과 마찬가지로, 이 작품은 런던에서 추방당했을 때 녹음되었지만, 완성 후 곧 브라질로 돌아왔다.

## 배경
1969년 이후 런던에서 추방된 카에타누 벨로주는 1971년 1월 부모의 40주년 기념 미사를 보기 위해 브라질에 한 달간 머물 수 있는 허가를 받았다. 리우데자네이루에서, 이 가수는 군 당국에 의해 심문을 받았는데, 군 당국은 그에게 트랜스아마조니아 고속도로를 건설하는 동안 이 고속도로를 칭찬하는 노래를 작곡해 달라고 요청했다. 카에타누는 "프로포즈"를 받아들이지 않았지만 1972년 1월 브라질 영토에서 발매한 "Transa"라는 제목의 LP를 런던에서 녹음했다.

## 평가
| 전문가 평가 | 전문가 평가 |
| 평가 점수   | 평가 점수   |
| 출처        | 점수        |
| ----------- | ----------- |
| AllMusic    | [ 5 ]       |

카에타누는 이 음반을 "내가 가장 좋아하는 음반 중 하나"라고 부르며, 이전 음반에서는 달성할 수 없었던 음악성의 수준에 도달했다고 느낀다. 그것은 또한 부분적으로 몬슈에토 메네제스에 의해 만들어진 오래된 삼바 〈Mora na Filosofia〉의 새로운 버전을 포함하고 있기 때문에 브라질 대중들에게 인기가 있는 것으로 증명되었다. 이 음반은 《롤링 스톤》 브라질이 선정한 역사상 가장 훌륭한 브라질 음반 10장 중 하나로 선정되었다. 이 성공으로 인해 훨씬 더 파격적인 후속작인 《Araçá Azul》이 실패하게 되었다. 2016년 8월, 《피치포크》는 70년대 최고의 노래 73위로 〈You Don't Know Me〉를 선정했다. 저널리스트 케빈 로자노는 다음과 같이 썼다.
| “ | 그는 이 노래에서 "너무 외로워/세상이 천천히 돌고 있어"라고 그가 그 세월 동안 그가 겪은 상실에 대한 그의 가장 순수하고 가장 용감하지 않은 표현일 것이다. 이 노래는 포르투갈어와 영어 사이를 매끄럽게 떠돌며, 번역에서 돌이킬 수 없을 정도로 상실된 본질적인 감정을 강조한다. 유배자의 입장에서나 작사할 수 있었던 곡의 명곡이다. | ” |

## 곡 목록
모든 곡들은 특별한 언급이 없는 한 카에타누 벨로주에 의해 작사/작곡하였다.
| #  | 제목                  | 작사·작곡                    | 재생 시간 |
| -- | --------------------- | ---------------------------- | --------- |
| 1. | 〈You Don't Know Me〉 |                              | 3:50      |
| 2. | 〈Nine Out of Ten〉   |                              | 4:55      |
| 3. | 〈Triste Bahia〉      | 벨로주, 그레고리오 데 마토스 | 9:32      |

| #  | 제목                                                 | 작사·작곡                          | 재생 시간 |
| -- | ---------------------------------------------------- | ---------------------------------- | --------- |
| 4. | 〈It's a Long Way〉                                  |                                    | 6:05      |
| 5. | 〈Mora na Filosofia〉                                | 몬슈에토 메네제스, 아르날도 파소스 | 6:16      |
| 6. | 〈Neolithic Man〉                                    |                                    | 4:42      |
| 7. | 〈Nostalgia (That's What Rock'n Roll Is All About)〉 |                                    | 1:20      |